# Eurhynchium kirishimense
Eurhynchium kirishimense är en bladmossart som beskrevs av Noriwo Takaki 1956. Eurhynchium kirishimense ingår i släktet sprötmossor, och familjen Brachytheciaceae. Inga underarter finns listade i Catalogue of Life.